# Oregon City pályaudvar
Az Oregon City pályaudvar a TriMet és a Canby Area Transit átszállópontja az Amerikai Egyesült Államok Oregon államának Oregon City városában. Északnyugati határa a McLoughlin sugárút, délkeleti határa pedig a Main Street; a Moss és 11. utcáknak az állomáson áthaladó szakaszára csak a buszok hajthatnak be.

## Autóbuszok
- 31 – Webster Rd (►Clackamas Town Center pályaudvar)
- 32 – Oatfield (Clackamas megyei Közösségi Főiskola◄►Milwaukie City Center)
- 33 – McLoughlin/King Rd (Clackamas megyei Közösségi Főiskola◄►Clackamas Town Center pályaudvar)
- 34 – Linwood/River Rd (►Clackamas Town Center pályaudvar)
- 35 – Macadam/Greeley (►N Portsmouth & Willamette)
- 79 – Clackamas/Oregon City (►Clackamas Town Center pályaudvar)
- 99 – Macadam/McLoughlin (SW 5th & Pine◄►Clackamas megyei Közösségi Főiskola)
- 154 – Willamette/Clackamas Heights (Blankenship & Tannler Dr◄►Longview & Holcomb)
- TriMet LIFT (mozgáskorlátozottak igényvezérelt szállítása)
- Canby Area Transit

## Fordítás
- Ez a szócikk részben vagy egészben  az   Oregon City Transit Center című angol Wikipédia-szócikk ezen változatának fordításán alapul.  Az eredeti cikk szerkesztőit annak laptörténete sorolja fel. Ez a jelzés csupán a megfogalmazás eredetét és a szerzői jogokat jelzi, nem szolgál a cikkben szereplő információk forrásmegjelöléseként.